# О-но Ясумаро
О-но Ясумаро (яп. 太 安万侶 о:-но ясумаро, ? — 15 августа 723) — японский культурный деятель периода Нара, глава Министерства народных дел, автор японской исторической хроники «Кодзики».

## Биография
О-но Ясумаро был сыном О-но Хомудзи, военного и аристократа, который выслужился после Смуты Дзинсин 672 года.
В 704 году О-но Ясумаро получил 5-й чиновничий ранг младшего уровня, а в 711 году — 5-й ранг старшего уровня. В том же году по приказу  Императора Тэмму  он записал предания об Императорском доме Японии из уст Хиэды-но Арэ, который(ая) знал(а) их наизусть, и представил Императорскому двору. Труд состоял из трёх свитков и получил название «Кодзики» — «Записи о деяниях древности». Предполагают, что О-но Ясумаро был также одним из составителей другой исторической хроники «Нихон сёки», но точных данных, подтверждающих это предположение нет.
В 715 году О-но Ясумаро повысили до 4-го младшего ранга, а в следующем году он стал главой рода О. О-но Ясумаро умер 15 августа 723 года, будучи главой Министерства народных дел.
В 1979 году, в квартале Коносэ города Нара, посреди чайной плантации была найдена могила О-но Ясумаро.